# اشلی مک آیور
اشلی مک آیور (انگلیسی: Ashleigh McIvor؛ زادهٔ ۱۵ سپتامبر ۱۹۸۳) ورزشکار اسکی نمایشی اهل کانادا است.
وی در مسابقات کشوری و بین‌المللی در مجموع برندهٔ ۲ مدال طلا، ۱ مدال نقره شده‌است.